# George Humphrey

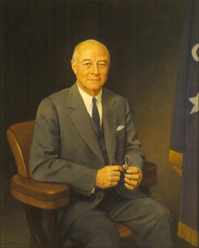
George Humphrey

George Humphrey (* 17. Juli 1889 in Boughton, Kent; † 24. April 1966 in Cambridge) war ein britischer Psychologe und Lerntheoretiker. Sein Hauptwerk The Nature of Learning entstand 1933.
George Humphrey studierte zunächst klassische Literatur an der University of Oxford, wechselte dann aber das Fach und studierte Psychologie an der Universität Leipzig bei Wilhelm Wundt und schließlich an der Harvard University, wo er 1920 auch seinen Doktortitel in Psychologie zugesprochen bekam. 1924 wurde er Professor für Philosophie an der Queen’s University in Kingston (Kanada). 1947 verließ er Kanada und zog wieder nach Oxford, wo er bis zum Eintritt in den Ruhestand (1956) Direktor des dort neu gegründeten Instituts für experimentelle Psychologie war.
Humphrey führte an der Queen’s University unter anderem die experimentelle Psychologie ein und erweiterte stetig das Angebot an Lehrveranstaltungen im Fach Psychologie. Im Zweiten Weltkrieg entwickelte Humphrey einen Einstellungstest für die Streitkräfte der Alliierten. Auch die erste systematische Beschreibung des Phänomens Habituation stammt von Humphrey; diese Form des Lernens war sein hauptsächliches Forschungsgebiet in Kanada. Unter einem Pseudonym schrieb Humphrey auch zwei Romane.

## Schriften (Auswahl)
- The Nature of Learning and its relation to the living system. Harcourt Brace, 1933.
- Thinking: An Introduction to its Experimental Psychology. Methuen Publishing, 1951.

## Belege
1. ↑  Frederic Charles Bartlett: George Humphrey: 1889–1966. In: The American Journal of Psychology. Band 79, Nr. 4, 1966, S. 657–658, JSTOR:1421311, Volltext.
2. ↑  D. J. Murray: Humphrey, George (1889–1966). In: J. R. Shook (Hrsg.): The Dictionary of Modern American Philosophers. Band 2, S. 1193–1194. Bristol, UK, 2005, Volltext (Memento vom 10. Dezember 2014 im Internet Archive).

| Personendaten    | Personendaten                             |
| ---------------- | ----------------------------------------- |
| NAME             | Humphrey, George                          |
| KURZBESCHREIBUNG | britischer Psychologe und Lerntheoretiker |
| GEBURTSDATUM     | 17. Juli 1889                             |
| GEBURTSORT       | Boughton, Kent, Großbritannien            |
| STERBEDATUM      | 24. April 1966                            |
| STERBEORT        | Cambridge, Großbritannien                 |